# Делф, Фабиан
Фа́биан Делф (англ. Fabian Delph; 21 ноября 1989 года, Брадфорд, Уэст-Йоркшир, Англия) — английский футболист. Выступал на позиции центрального полузащитника. Бывший игрок национальной сборной Англии.

## Клубная карьера

### «Лидс Юнайтед»
Делф начал карьеру в клубе «Брэдфорд Сити». В сентябре 2001 года по рекомендации бывшего главного тренера «Брэдфорда» Пола Джуэлла, чей сын выступал вместе в Делфом за «горожан», присоединился к академии «Лидс Юнайтед». В 16 лет полузащитник подписал с «Лидсом» юношеский контракт, рассчитанный на два сезона.
После ряда успешных выступлений, весной 2007 года полузащитник получил капитанскую повязку резервной команды «Лидса». Дебют в основной команде состоялся 6 мая 2007 года в заключительном матче сезона против «Дерби Каунти». Первый профессиональный контракт Делф подписал 11 января 2008 года. В сезоне 2007/08 полузащитник дважды появлялся на поле в составе «Лидса», оба раза выйдя с замены.
Делф ярко провёл товарищеский матч перед сезоном 2008/09 против клуба «Барнет», чем заслужил похвалу как от главного тренера «Лидса» Гари Макаллистера, так и от бывшего игрока клуба Эдди Грея. Полузащитник дебютировал в Кубке лиги 13 августа 2008 года в выездном матче с «Честер Сити», завершившемся победой «Лидса» со счётом 5:2. Утвердившись в качестве игрока основного состава, 5 сентября Делф заключил новый 4-летний контракт. Уже на следующий день после подписания соглашения хавбек забил свой первый гол в официальном матче, отличившись в победной игре против «Кру Александра». Вскоре последовал первый дубль полузащитника, оформленный во встрече с «Уолсоллом», завершившейся со счётом 3:0.
Успешная игра молодого футболиста привлекла внимание клубов Премьер-лиги. Интерес к Делфу проявляли главный тренер «Арсенала» Арсен Венгер и представители «Ньюкасла», но президент «Лидса» Кен Бейтс отказался продать полузащитника. В январе 2009 года «Лидс» отверг ещё два предложения от клубов Премьер-лиги по Делфу. Несмотря на повышенный интерес со стороны ведущих английских клубов, по итогам зимнего трансферного окна хавбек остался в составе «Юнайтед». В связи с успешными выступлениями в сезоне 2008/09 в марте Делф был номинирован на звание лучшего игрока Первой лиги. В итоге титул достался нападающему «Лестер Сити» Мэтти Фраятту, а Делф был признан лучшим молодым футболистом года в чемпионате. Также полузащитник победил во внутриклубных номинациях лучшему молодому игроку сезона, за лучший гол чемпионата (благодаря голу, забитому в ворота «Брайтон энд Хоув Альбион» 17 января) и лучшему игроку сезона по версии футболистов.

### «Астон Вилла»
После того как «Лидс» не смог по итогам сезона 2008/09 выйти в Чемпионшип несколько клубов Премьер-лиги, в числе которых были «Эвертон», «Манчестер Сити», «Фулхэм», «Сандерленд», «Тоттенхэм» и «Астон Вилла» снова стали проявлять интерес к Делфу. 3 августа 2009 года «Лидс» согласился продать футболиста «Астон Вилле». Переезд полузащитника на «Вилла Парк» состоялся на следующий день, после того как он прошёл медицинское обследование и согласовал с клубом условия личного контракта. Дебют Делфа в составе «Астон Виллы» состоялся 8 августа 2009 года в матче против «Фиорентины», выигранном «львами» со счётом 1:0. Дебютный матч в Премьер-лиге хавбек провёл в первом туре сезона 2009/10 против «Уиган Атлетик». «Астон Вилла» уступила со счётом 0:2, а Делф вышел в основном составе, получил жёлтую карточку и был заменён на 61 минуте Стивом Сидуэллом.

### Возвращение в «Лидс Юнайтед»
20 января вернулся в «Лидс Юнайтед», подписав с клубом месячное арендное соглашение. 21 января сыграл первый матч за «белых» после почти трехлетнего отсутствия в клубе.

### «Манчестер Сити»
17 июля 2015 года перешёл в «Манчестер Сити» за 8 миллионов фунтов. Контракт подписан на 5 лет. В первые два сезона не смог закрепиться в основе манчестерского клуба, в основном выходя на замену. В сезоне 2015/16 лишь 8 игр в стартовом составе (7 раз был заменен) в чемпионате Англии, в сезоне 2016/17 — 2 игры. Большое количество игр Фабиан пропустил из-за различных травм. В 2015/16 году выиграл первый трофей с «Сити» — Кубок лиги, но, сыграв в 1/4 и обоих матчах полуфинала, пропустил финал из-за проблем с ахиллом.
В сезоне 2017/18 после травмы Бенжамена Менди главный тренер «горожан» Хосеп Гвардиола стал наигрывать Делфа на позиции левого защитника, на которой англичанин отыграл весь сезон и помог «Сити» выиграть титул. В этом же году во второй раз стал обладателем Кубка лиги, но сыграл лишь в матче 3-го раунда против «Вест Бромвича».
В сезоне 2018/19 вместе с командой стал чемпионом Англии, обладателем Кубка лиги и обладателем Кубка Англии, однако на поле появлялся не часто: во всех турнирах Делф вышел на поле лишь 20 раз.

### «Эвертон»
15 июля 2019 года перешёл в «Эвертон», подписав контракт на 3 года. 1 сентября 2019 года дебютировал за новый клуб в игре против «Вулверхэмптона», которая завершилась победой «ирисок» со счётом 3:2. Всего в сезоне 2019/20 принял участие в 16 матчах команды в АПЛ. В дальнейшем за «Эвертон» Делф играл ещё реже: в сезоне 2020/21 полузащитник появился на поле лишь в 8 матчах чемпионата Англии, в сезоне 2021/22 — в 11. Причиной этого стали в том числе и постоянные травмы, которые преследовали игрока на протяжении всех трёх сезонов в составе мерсисайдского клуба.
27 сентября 2022 года объявил о завершении профессиональной карьеры в возрасте 32 лет.

## Карьера в сборной
В марте 2008 года Делф дебютировал за юношескую сборную Англии. В ноябре 2008 главный тренер молодёжной сборной Англии Стюарт Пирс впервые вызвал Делфа в команду. Дебют игрока состоялся в матче с командой Чехии, в котором он заменил Крейга Гарднера.
3 сентября 2014 года дебютировал в национальной сборной Англии в товарищеской игре против Норвегии, которая завершилась победой англичан со счётом 1:0. Участвовал в отборочных матчах к Евро 2016, однако сам турнир пропустил из-за травмы.
В 2018 году был включён в состав сборной Англии на чемпионат мира. На турнире вышел на поле в четырёх матчах.

## Личная жизнь
В период выступлений за «Лидс» Делф жил в городе Тадкастер. 23 августа 2008 года он был арестован и обвинён в вождении в нетрезвом виде, когда возвращался домой вместе с четырьмя друзьями. Суд признал его виновным в превышении скорости и обязал выплатить штраф в размере £1400 и компенсировать судебные издержки в размере £60, а также лишил прав на 1,5 года.
Во время выступлений за «Астон Виллу» Делф вместе с двумя другими игроками «Виллы», Крисом Хердом и Джеймсом Коллинзом, устроил драку с персоналом ночного клуба после церемонии вручения Стилияну Петрову награды лучшему игроку команды сезона 2011/2012 года по версии болельщиков. Клуб оштрафовал футболистов, все вырученные средства были отправлены на благотворительность. Фанатов команды особенно возмутил тот факт, что инцидент произошёл незадолго до важного матча клуба в Премьер-лиге с «Тоттенхэмом», поражение в котором могло отправить «львов» в зону вылета за тур до конца первенства.
«Мне очень жаль за то, что произошло в понедельник. Я приношу свои извинения клубу, фанатам, президенту, руководителям и одноклубникам. Я был трезв, контролировал свои действия и пытался урегулировать ситуацию. Я никого не ударил, но я не должен был быть там, и был неправ, что оказался в таком положении», — заявил впоследствии Фабиан Делф.
Делф — веган.

## Статистика выступлений

### Клубная
| Выступление      | Выступление      | Выступление      | Лига | Лига | Кубок | Кубок | Кубок лиги | Кубок лиги | Еврокубки | Еврокубки | Прочие | Прочие | Итого | Итого |
| Клуб             | Лига             | Сезон            | Игры | Голы | Игры  | Голы  | Игры       | Голы       | Игры      | Голы      | Игры   | Голы   | Игры  | Голы  |
| ---------------- | ---------------- | ---------------- | ---- | ---- | ----- | ----- | ---------- | ---------- | --------- | --------- | ------ | ------ | ----- | ----- |
| Лидс Юнайтед     | Чемпионшип       | 2006/07          | 1    | 0    | 0     | 0     | 0          | 0          | 0         | 0         | 0      | 0      | 1     | 0     |
| Лидс Юнайтед     | Лига 1           | 2007/08          | 1    | 0    | 0     | 0     | 1          | 0          | 0         | 0         | 0      | 0      | 2     | 0     |
| Лидс Юнайтед     | Лига 1           | 2008/09          | 42   | 6    | 2     | 0     | 4          | 0          | 0         | 0         | 3      | 0      | 51    | 6     |
| Лидс Юнайтед     | Итого            | Итого            | 44   | 6    | 2     | 0     | 5          | 0          | 0         | 0         | 3      | 0      | 54    | 6     |
| Астон Вилла      | Премьер-лига     | 2009/10          | 8    | 0    | 4     | 1     | 2          | 0          | 1         | 0         | 0      | 0      | 15    | 1     |
| Астон Вилла      | Премьер-лига     | 2010/11          | 7    | 0    | 1     | 0     | 0          | 0          | 0         | 0         | 0      | 0      | 8     | 0     |
| Астон Вилла      | Премьер-лига     | 2011/12          | 11   | 0    | 0     | 0     | 0          | 0          | 0         | 0         | 0      | 0      | 11    | 0     |
| Астон Вилла      | Премьер-лига     | 2012/13          | 24   | 0    | 2     | 0     | 6          | 1          | 0         | 0         | 0      | 0      | 32    | 1     |
| Астон Вилла      | Премьер-лига     | 2013/14          | 34   | 3    | 1     | 0     | 1          | 1          | 0         | 0         | 0      | 0      | 36    | 4     |
| Астон Вилла      | Премьер-лига     | 2014/15          | 28   | 0    | 4     | 2     | 0          | 0          | 0         | 0         | 0      | 0      | 32    | 2     |
| Астон Вилла      | Итого            | Итого            | 112  | 3    | 12    | 3     | 9          | 2          | 1         | 0         | 0      | 0      | 134   | 8     |
| → Лидс Юнайтед   | Чемпионшип       | 2011/12          | 5    | 0    | 0     | 0     | 0          | 0          | 0         | 0         | 0      | 0      | 5     | 0     |
| → Лидс Юнайтед   | Итого            | Итого            | 5    | 0    | 0     | 0     | 0          | 0          | 0         | 0         | 0      | 0      | 5     | 0     |
| Манчестер Сити   | Премьер-лига     | 2015/16          | 17   | 2    | 2     | 0     | 3          | 0          | 5         | 0         | 0      | 0      | 27    | 2     |
| Манчестер Сити   | Премьер-лига     | 2016/17          | 7    | 1    | 5     | 0     | 0          | 0          | 1         | 1         | 0      | 0      | 13    | 2     |
| Манчестер Сити   | Премьер-лига     | 2017/18          | 22   | 1    | 1     | 0     | 1          | 0          | 5         | 0         | 0      | 0      | 29    | 1     |
| Манчестер Сити   | Премьер-лига     | 2018/19          | 11   | 0    | 1     | 0     | 2          | 0          | 6         | 0         | 0      | 0      | 20    | 0     |
| Манчестер Сити   | Итого            | Итого            | 57   | 4    | 9     | 0     | 6          | 0          | 17        | 1         | 0      | 0      | 89    | 5     |
| Эвертон          | Премьер-лига     | 2019/20          | 16   | 0    | 1     | 0     | 3          | 0          | 0         | 0         | 0      | 0      | 20    | 0     |
| Эвертон          | Премьер-лига     | 2020/21          | 8    | 0    | 0     | 0     | 2          | 0          | 0         | 0         | 0      | 0      | 10    | 0     |
| Эвертон          | Премьер-лига     | 2021/22          | 11   | 0    | 0     | 0     | 0          | 0          | 0         | 0         | 0      | 0      | 11    | 0     |
| Эвертон          | Итого            | Итого            | 35   | 0    | 1     | 0     | 5          | 0          | 0         | 0         | 0      | 0      | 41    | 0     |
| Всего за карьеру | Всего за карьеру | Всего за карьеру | 253  | 13   | 24    | 3     | 25         | 2          | 18        | 1         | 3      | 0      | 323   | 19    |

### Международная
| Сборная          | Сезон            | Товарищеские | Товарищеские | Официальные | Официальные | Итого | Итого |
| Сборная          | Сезон            | Игры         | Голы         | Игры        | Голы        | Игры  | Голы  |
| ---------------- | ---------------- | ------------ | ------------ | ----------- | ----------- | ----- | ----- |
| Англия           |                  |              |              |             |             |       |       |
| 2014             | 1                | 0            | 2            | 0           | 3           | 0     |       |
| 2015             | 2                | 0            | 4            | 0           | 6           | 0     |       |
| 2018             | 4                | 0            | 5            | 0           | 9           | 0     |       |
| 2019             | 0                | 0            | 2            | 0           | 2           | 0     |       |
| Всего за карьеру | Всего за карьеру | 7            | 0            | 13          | 0           | 20    | 0     |

### Матчи за сборную
| №  | Дата             | Оппонент   | Счёт           | Голы | Карточки     | Минуты | Соревнование              |
| -- | ---------------- | ---------- | -------------- | ---- | ------------ | ------ | ------------------------- |
| 1  | 3 сентября 2014  | Норвегия   | 1:0            | —    | —            | 21'    | Товарищеский матч         |
| 2  | 8 сентября 2014  | Швейцария  | 2:0            | —    | Предупреждён | 90'    | Отборочные матчи ЧЕ 2016  |
| 3  | 12 октября 2014  | Эстония    | 1:0            | —    | —            | 61'    | Отборочные матчи ЧЕ 2016  |
| 4  | 27 марта 2015    | Литва      | 4:0            | —    | —            | 90'    | Отборочные матчи ЧЕ 2016  |
| 5  | 31 марта 2015    | Италия     | 1:1            | —    | —            | 70'    | Товарищеский матч         |
| 6  | 14 июня 2015     | Словения   | 3:2            | —    | —            | 85'    | Отборочные матчи ЧЕ 2016  |
| 7  | 5 сентября 2015  | Сан-Марино | 6:0            | —    | —            | 32'    | Отборочные матчи ЧЕ 2016  |
| 8  | 8 сентября 2015  | Швейцария  | 2:0            | —    | —            | 3'     | Отборочные матчи ЧЕ 2016  |
| 9  | 13 ноября 2015   | Испания    | 0:2            | —    | —            | 63'    | Товарищеский матч         |
| 10 | 2 июня 2018      | Нигерия    | 2:1            | —    | —            | 8'     | Товарищеский матч         |
| 11 | 7 июня 2018      | Коста-Рика | 2:0            | —    | —            | 90'    | Товарищеский матч         |
| 12 | 24 июня 2018     | Панама     | 6:1            | —    | —            | 27'    | Финальные матчи ЧМ 2018   |
| 13 | 28 июня 2018     | Бельгия    | 0:1            | —    | —            | 90'    | Финальные матчи ЧМ 2018   |
| 14 | 7 июля 2018      | Швеция     | 2:0            | —    | —            | 13'    | Финальные матчи ЧМ 2018   |
| 15 | 14 июля 2018     | Бельгия    | 0:2            | —    | —            | 90'    | Финальные матчи ЧМ 2018   |
| 16 | 11 сентября 2018 | Швейцария  | 1:0            | —    | —            | 68'    | Товарищеский матч         |
| 17 | 15 ноября 2018   | США        | 3:0            | —    | —            | 90'    | Товарищеский матч         |
| 18 | 18 ноября 2018   | Хорватия   | 2:1            | —    | —            | 73'    | Лига наций УЕФА 2018/2019 |
| 19 | 6 июня 2019      | Нидерланды | 1:3 (доп.вр)   | —    | —            | 77'    | Лига наций УЕФА 2018/2019 |
| 20 | 9 июня 2019      | Швейцария  | 0:0 (пен. 6:5) | —    | —            | 106'   | Лига наций УЕФА 2018/2019 |

Итого: 20 матчей / 0 голов; 14 побед, 2 ничьи, 4 поражения.

## Достижения

### Командные
«Манчестер Сити»
- Чемпион Англии (2): 2017/18, 2018/19
- Обладатель Кубка Англии: 2018/19
- Обладатель Кубка Футбольной лиги (3): 2015/16, 2017/18, 2018/19

«Астон Вилла»
- Финалист Кубка Футбольной лиги: 2009/10
- Финалист Кубка Англии: 2014/15

Сборная Англии
- Бронзовый призёр Лиги наций УЕФА: 2018/19

### Личные
- Игрок года ФК «Астон Вилла» (2): 2013/14, 2014/15
- Молодой игрок года Английской футбольной лиги: 2008/09